# 中越関係
中越関係（ちゅうえつかんけい、簡体字中国語: 中越关系、繁体字中国語: 中越關係、ベトナム語: Quan hệ Trung Quốc–Việt Nam）は、狭義には現在の社会主義共和国である中華人民共和国とベトナム社会主義共和国の両国関係を指すが、広義には中国の歴代政権とベトナムの歴代政権の両国関係を指す。数世紀に渡った中国諸王朝によるベトナム征服は、ベトナムに中国の企図に対する確固たる疑念を与えた。両国は南シナ海の領土問題をめぐって紛争を続けている。ピュー研究所が実施した2014年の調査では、ベトナム人の84パーセントが中国と近隣諸国との領土紛争が軍事紛争につながる可能性があることを懸念していることが示された。

## 両国のデータ比較
|        | 中華人民共和国                            | ベトナム                            |
| ------ | ----------------------------------------- | ----------------------------------- |
| 人口   | 約14億人                                  | 9467万人                            |
| 面積   | 960万平方キロメートル                     | 32万9241平方キロメートル            |
| 首都   | 北京                                      | ハノイ                              |
| 政府   | 一党独裁制 社会主義共和国                 | 一党独裁制 社会主義共和国           |
| 公用語 | 中国語                                    | ベトナム語                          |
| GDP    | 14兆1400億米ドル（1人当たり1万276米ドル） | 2372億米ドル（1人当たり2387米ドル） |
| 軍事費 | 2611億ドル（推定）                        | 43億2000万米ドル                    |

## 経歴

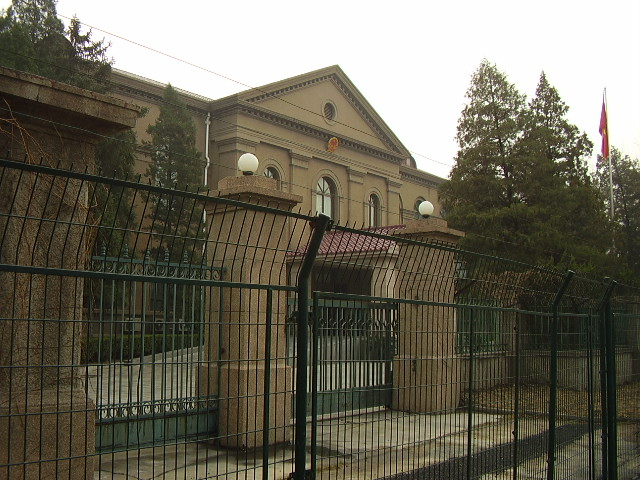
駐中華人民共和国ベトナム大使館

中国諸王朝とベトナムの関わりは紀元前3世紀頃に始まり、ベトナムの歴史書『大越史記全書』に記されている。
ベトナムは長い歴史の中、中国の歴代王朝から繰り返し支配と侵略を受けた。紀元前111年から約1000年もの間、中国の歴代王朝はベトナムを支配下に置いたが、938年にゴ・クェン（呉権）が白藤江の戦いで南漢軍を破って独立を果たした。この間、1世紀にベトナムで初めて後漢の圧政に立ち上がったハイ・バー・チュン（チュン姉妹）は英雄視されている。また、大元ウルスの侵攻に対して陳興道率いる陳朝ベトナム軍が白藤江の戦いで勝利した。15世紀初頭に明朝の永楽帝にベトナムが支配された際にも、1418年にレ・ロイ（黎利）の蜂起により、明軍を撃破し、黎朝を建国している。13世紀-19世紀に中国の漢字をベースとしたチュノムがエリート層を中心に浸透したが、一般庶民までは浸透しなかった。
第二次世界大戦後、国際連合の委任の下で、日本軍の降伏を受け入れさせることを目的として、盧漢の下で20万人の中華民国軍が蔣介石主席によってフランス領インドシナに派遣され、これらの部隊は1946年までインドシナに残った。中国人は、中国国民党の影響が大きいベトナム国民党を利用して、インドシナへの影響力を高め、敵に圧力をかけた。1946年2月、蔣介石主席はフランスに中華民国での租借権をすべて放棄させ、インドシナ北部から撤退し、フランス軍がこの地域を再占領できるようにすることと引き換えに、領土外の特権を放棄した。
国共内戦中の1949年10月1日に中華人民共和国の成立が宣言される。1949年末までに中国共産党率いる人民解放軍は中華民国軍を大陸から駆逐して、中華民国を台湾およびその周辺島嶼のみを実効支配する地方政権に追いやることに成功した。1950年1月15日、ベトナム民主共和国（北ベトナム）が中華人民共和国を主権国家として承認し、1月18日には両国の国交が樹立された。
中国共産党は1954年から1975年の間に、北ベトナムが資本主義の南ベトナムとその同盟国であるアメリカを破るのを助けるために、武器・軍事訓練及び不可欠な物資を提供した。1964年から1969年の間に中華人民共和国は、伝えられるところによるとベトナムで戦うために主に対空師団の300,000人以上の軍隊を送った。しかしベトナムの共産主義者は、ベトナムに対する中国の影響力を高めようとする中国の試みに対して疑いを抱いていた。
ベトナム戦争中に北ベトナムと中国は南ベトナムが敗北するまで領土問題への取り組みを延期することに同意していた。これらの問題には、トンキン湾の領海の問題及び南シナ海の西沙諸島と南沙諸島の主権の問題が含まれていた。1950年代に西沙諸島の半分は中国によって、半分は南ベトナムによって支配されていたが、1958年に北ベトナムは中国の西沙諸島に対する主張を受け入れ、独自の主張を放棄した。この1年前、中国はバクロンヴィー島を北ベトナムに譲渡していた。 1974年1月に中国軍と南ベトナム軍の衝突を経て、中国は西沙諸島を完全に支配した。1975年に南ベトナムを吸収した後、北ベトナムは南ベトナムが管理する南沙諸島の部分を引き継いだ。統一されたベトナムはその後、西沙諸島に対する以前の放棄を取り消し、中国とベトナムは両方とも諸島の一部を支配しながら全ての諸島の支配を主張した。

## 領土をめぐる争い
大陸国境線は2000年代に入って画定したが、南シナ海にある南沙諸島（ベトナム語名チュオンサ諸島）・西沙諸島（ベトナム語名ホアンサ諸島）の領有権問題も抱えている（1988年には人民解放軍によるスプラトリー海戦によって、駐留していたベトナム人民海軍部隊を撃破され、ジョンソン南礁を占拠されている）。そのため、中華人民共和国に対する関係も悪く、南沙諸島の領有権問題で、普段は禁止されているデモも2007年12月に公安（警察）の取り締まりもなく、半ば公然と行われた。
また、九段線（通称：中国の牛の舌）の主張に基づき、中華人民共和国が南沙諸島と西沙諸島を含む南シナ海の島嶼部を「三沙市」として成立させたことに対して、ベトナム外務省は猛烈に抗議をし、ベトナム社会主義共和国は、領有するに十分な歴史的証拠と法的根拠を持っているという見解を示し、中華人民共和国の三沙市設置はベトナムの主権を侵害することであり、両国間合意に違反するとともに、中越両国が海洋領有問題解決を目指し開始した交渉を妨害するものである、と抗議した。2012年6月21日、ベトナムの国会は、南シナ海の南沙諸島・西沙諸島の領有権を定めた「ベトナム海洋法」を可決、これに対し中華人民共和国政府は強い抗議声明を発表、ベトナム社会主義共和国もまた、中華人民共和国外交部の抗議に対して「中華人民共和国の道理に反した批判は強く拒絶する」と非難する声明を発表した。
2012年5月から中華人民共和国で新規発行されたパスポートの査証ページ上に南シナ海の三沙市の行政区画が印刷されており、ベトナム社会主義共和国の領土主権を主張し実効支配している西沙諸島・南沙諸島を否定する図となっていることが発覚、ベトナム外務省は中華人民共和国に対して猛烈に抗議をし、新パスポート所持者に対しては、入国審査官が入国・出国スタンプの捺印を拒否、ベトナム政府が用意した別紙にて入国・出国スタンプを捺印することで、新しい中華人民共和国のパスポート上に捺印することを拒否している。
2014年には、ベトナムが主張する排他的経済水域において、中華人民共和国が石油掘削リグを設置したとして、中国海警がベトナム沿岸警備隊に、南シナ海で衝突されたことをベトナム政府が公表したことから、ベトナム国内で2014年ベトナム反中デモが起きた。2016年には緊張が続いていることから中国との国防省同士のホットラインを開設している。